# 330. Infanterie-Division (Wehrmacht)
Die 330. Infanterie-Division war ein Großverband des Heeres der deutschen Wehrmacht.

## Geschichte

### Aufstellung
Die 330. ID wurde am 19. Dezember 1941 als sogenannte „Walküre“-Einheit im Wehrkreis III auf dem Truppenübungsplatz Wandern in Berlin-Brandenburg aus Teilen bereits bestehender Einheiten aufgestellt. Hintergrund der raschen Aufstellung war der dringend notwendige Personalbedarf an der verlustreichen Ostfront. Die Aufstellung der 330. ID vollzog sich innerhalb von zwei Wochen, wofür normalerweise zwei bis drei Monate benötigt wurden.

### Verlegung an die Ostfront
In der Winterschlacht 1941/1942 verursachten Gegenstöße der Roten Armee bei Demidow nordöstlich von Witebsk im östlichen Weißrussland einen kritischen Frontdurchbruch, der mit schnell herangeführten Einheiten des LIX. Armeekorps unter General Kurt von der Chevallerie begegnet werden sollte. Von Siedlce in Polen aus wurde die Einheit in Eilmärschen an die deutsch-sowjetische Front verlegt.

### Vernichtung
Die Division erlitt in den folgenden Stellungskämpfen so schwere Verluste, dass sie am 2. November 1943 aufgelöst werden musste.

### Verwendung der Reste der Division
Überlebenden des Verbandes bildeten die Divisions-Gruppe 330, die mit den Regimentsgruppen 554 und 555 in die 342. Infanterie-Division eingegliedert wurde und weiter in der Nordukraine kämpfte. Diese wurde dann später am Weichselbogen vollständig vernichtet.

## Kommandeure
| Dienstgrad      | Name                               | Dienstzeit                           |
| --------------- | ---------------------------------- | ------------------------------------ |
| Generalleutnant | Karl Graf                          | 17. Dezember 1941 bis 5. Januar 1942 |
| Generalleutnant | Edwin Graf von Rothkirch und Trach | 5. Januar 1942 bis 22. Juni 1943     |
| Generalmajor    | Georg Zwade                        | 22. Juni bis 23. September 1943      |
| Generalleutnant | Wilhelm Falley                     | 23. September bis 5. Oktober 1943    |
| Generalmajor    | Hans Sauerbrey                     | 5. Oktober bis 8. Dezember 1943      |

## Bekannte Divisionsangehörige
- Wolfgang Keilig (1915–1984), war ein deutscher Offizier, zuletzt Brigadegeneral der Bundeswehr und Militärschriftsteller
- Karl Schnell (1916–2008), war Quartiermeister der Division und von 1977 bis 1980 Staatssekretär im Bundesministerium der Verteidigung

| Datum                       | Korps                     | Armee          | Heeresgruppe | Schauplatz     |
| Dezember 1941               | Aufstellung im WK III     | –              | –            | –              |
| Januar 1942                 | Verlegung an die Ostfront | –              | –            | –              |
| Februar bis April 1942      | LIX                       | 3. Panzerarmee | Mitte        | Demidow        |
| Mai bis Oktober 1942        | LIX                       | –              | Mitte        | Demidow        |
| November 1942               | XXXXI                     | 9. Armee       | Mitte        | Welisch        |
| Dezember 1942 bis März 1943 | VI                        | 9. Armee       | Mitte        | Welisch        |
| April bis August 1943       | VI                        | 3. Panzerarmee | Mitte        | Welisch        |
| September 1943              | IX                        | 4. Armee       | Mitte        | Orscha (Gorki) |
| Oktober 1943                | IX                        | 4. Armee       | Mitte        | Orscha (Gorki) |

## Gliederung
| 1941                                | 1943                   |
| ----------------------------------- | ---------------------- |
| Infanterie-Regiment 554             | Grenadier-Regiment 554 |
| Infanterie-Regiment 555             | Grenadier-Regiment 555 |
| Infanterie-Regiment 556             | –                      |
| Artillerie-Regiment 330             |                        |
| Pionier-Bataillon 330               |                        |
| Panzerjäger-Abteilung 330           |                        |
| Aufklärungs-Abteilung 330           |                        |
| Divisions-Nachrichten-Abteilung 330 |                        |
| Divisions-Nachschubführer 330       |                        |